# Leutewitzer Windmühle

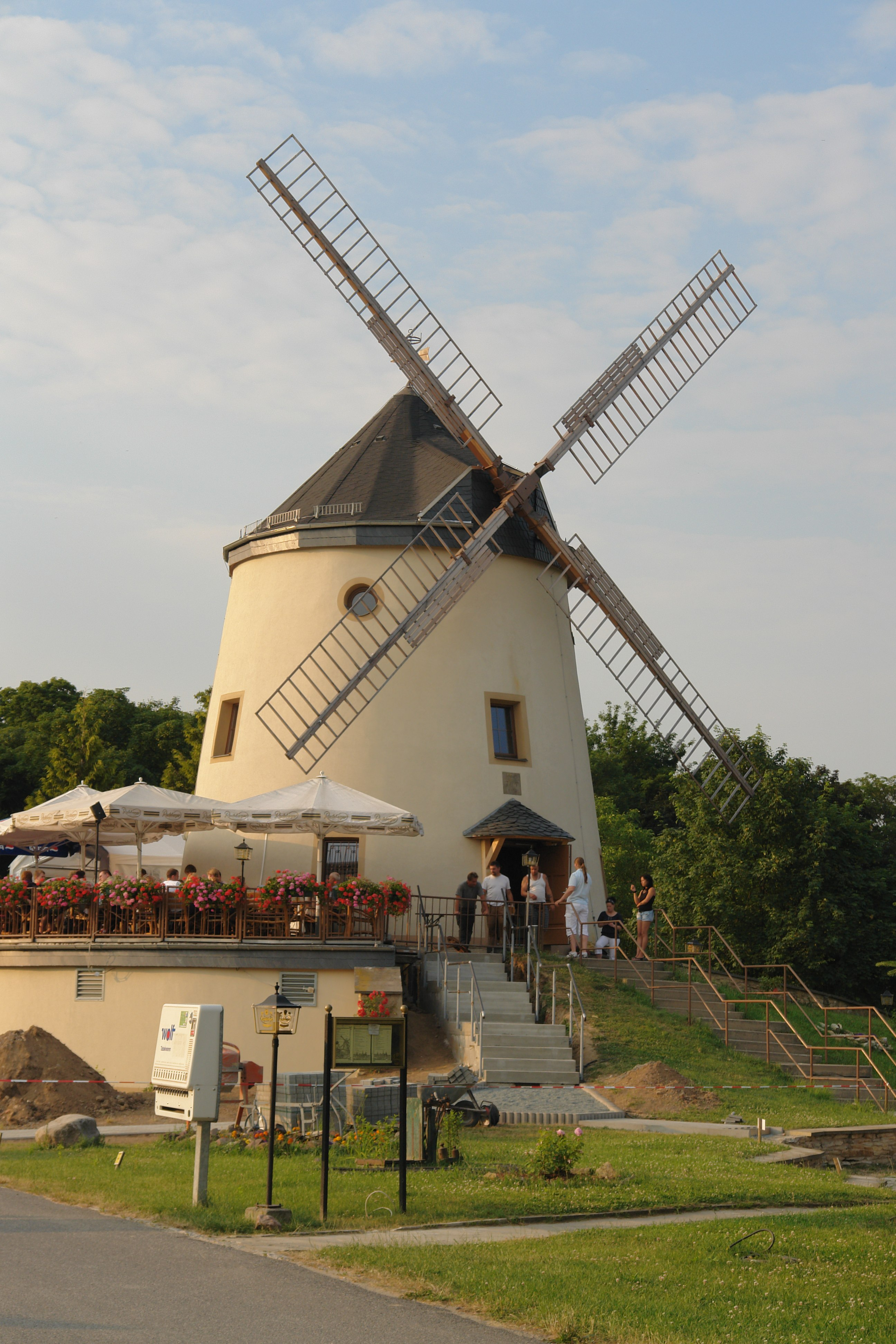
Windmühle 2010

Die Leutewitzer Windmühle ist eine im Jahr 1839 erbaute Turmholländerwindmühle im Stadtteil Leutewitz in der sächsischen Landeshauptstadt Dresden. Die Windmühle ist als Technisches Denkmal geschützt.

## Geschichte
Zwischen 1817 und 1837 wurde der Tiefe Elbstolln zwischen Freital und Dresden aufgefahren, der als Hauptentwässerungsstolln für die Steinkohlegruben südwestlich von Dresden diente. In Leutewitz wurde das fünfte Lichtloch des Stollns geschaffen. Das dabei ausgehobene Plänergestein wurde auf einer Halde gelagert, auf der im Jahr 1839 die Windmühle durch den Baumeister Johann Gottlieb Pietzsch errichtet wurde. Die Mühle war mit zwei Mahlgängen zur Produktion von Mehl ausgestattet. Als Nebenverdienst wurde in der Mühle ein kleiner Getränkeausschank betrieben.
Friedrich Wilhelm Felgentreff erwarb 1844 die Mühle samt den umliegenden Ackerflächen und einem Weinberg und errichtete neben dem Mühlengebäude eine Gastwirtschaft. Diese entwickelte sich schnell zu einem beliebten Ausflugsziel. Zusätzlich zur Gastwirtschaft wurde in den folgenden Jahren unter verschiedenen Mühlenbesitzern ein Biergarten und ein Veranstaltungssaal unterhalten.
Die Nutzung als Getreidemühle wurde im Jahr 1914 eingestellt.
Nach der Wende wurde die Leutewitzer Mühle ab 1990 vollgastronomisch genutzt. Eine Grundsanierung erfolgte im Jahr 2008, zusätzlich zum Gasthausbetrieb wurden ein Minigolfplatz und ein Beachvolleyballfeld errichtet.

## Sonstiges
Heinrich Apel d. J. (1895–1975) aus der durch seinen Vater begründeten sächsischen Marionettenspielerfamilie Apel schrieb 1920 das Puppenspiel Die Kaufbacher Windmühle oder die Wildschützen im Zschoner Grund. Dieses entwickelte sich zu einem Erfolgsprogramm und wurde in verschiedenen Versionen über mehrere Jahrzehnte aufgeführt. Als Apel nach dem Zweiten Weltkrieg in Dresden-Löbtau eine neue Spielstätte eröffnete, wurde das Stück unter dem Titel Die Leutewitzer Windmühle oder die Wildschützen vom Zschoner Grund – Kalendergeschichte nach einer wahren Begebenheit aufgeführt und entwickelte sich dort ebenfalls zu einer erfolgreichen Produktion, welche in den folgenden Jahren auch von anderen Puppenspielern adaptiert wurde.